# Skärkinds socken
Skärkinds socken i Östergötland ingick i Skärkinds härad, ingår sedan 1971 i Norrköpings kommun och motsvarar från 2016 Skärkinds distrikt.
Socknens areal är 65,83 kvadratkilometer, varav 64,38 km² land. År 2000 fanns här 741 invånare. Tätorten Skärkind med sockenkyrkan Skärkinds kyrka ligger i socknen. 

## Administrativ historik
Skärkinds socken har medeltida ursprung.
Vid kommunreformen 1862 övergick socknens ansvar för de kyrkliga frågorna till Skärkinds församling och för de borgerliga frågorna till Skärkinds landskommun. Landskommunen inkorporerades 1952 i Norsholms landskommun och ingår sedan 1971 i Norrköpings kommun. Församlingen uppgick 1 januari 2010 i Norrköpings Borgs församling. 2 augusti 1974 överfördes till Gistads socken (församling) Eggeby 1:4, 2:6, Fridensborg 1:1, Stjärntorp 1:1 som fastigheterna Markeby 1:18, 1:19, 3:11, 3:12.
1 januari 2016 inrättades distriktet Skärkind, med samma omfattning som församlingen hade 1999/2000.  
Socknen har tillhört samma fögderier och domsagor som Skärkinds härad. De indelta soldaterna tillhörde  Första livgrenadjärregementet, Livkompaniet och Andra livgrenadjärregementet, Linköpings kompani.

## Geografi
Skärkinds socken ligger sydväst om Norrköping med Göta kanal i norr och Hallebysjön i söder. Socknen består av odlingslandskap i norr och mer småkuperad skogsterräng i söder.

## Fornlämningar

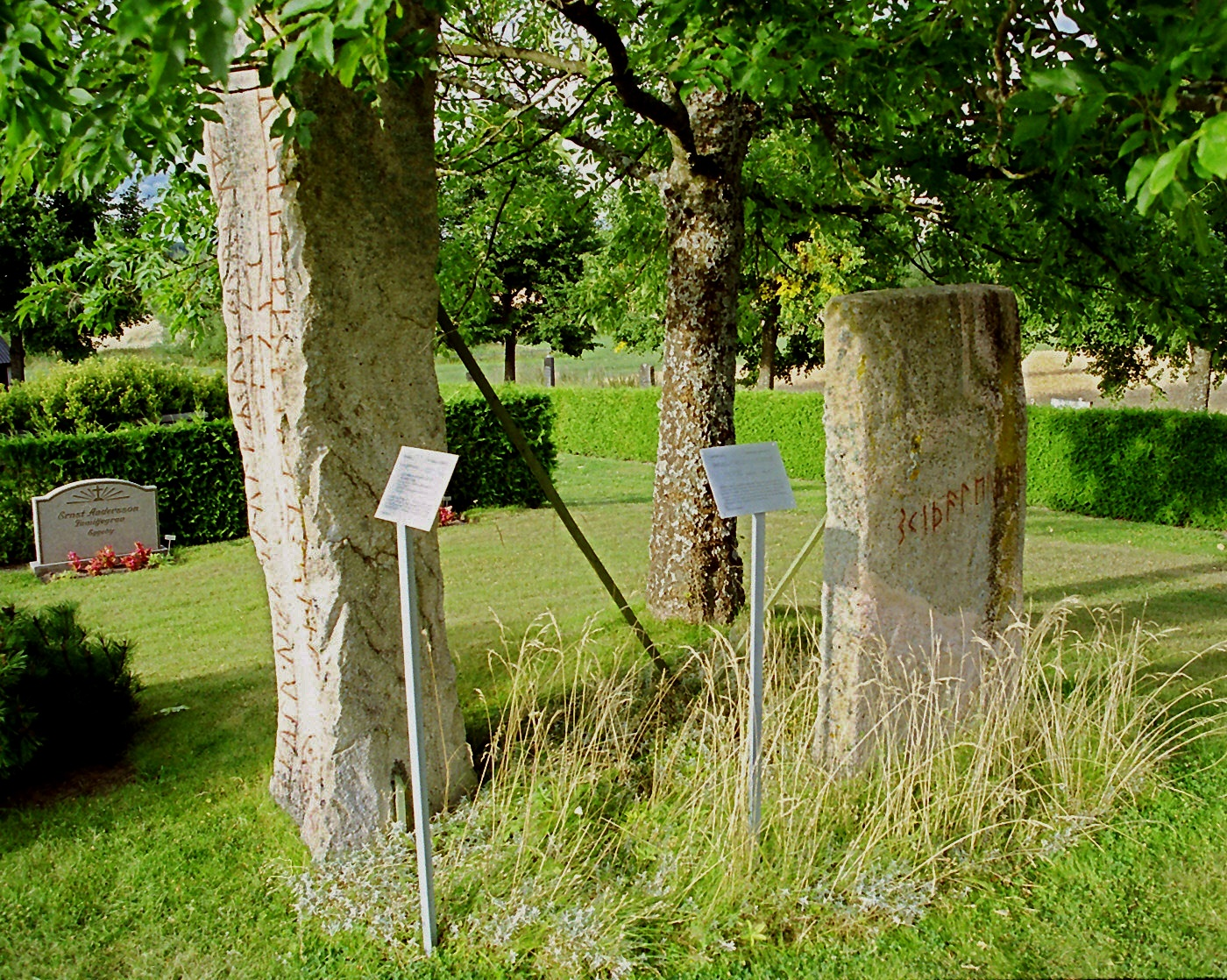
Runristningar på Skärkinds kyrkogård

Kända från socknen är ett flertal gravrösen, stensättningar och skärvstenshögar från bronsåldern samt över 50 gravfält och stensträngar från järnåldern. Sex runristningar är kända.

## Namnet
Namnet (1308 Skierkind) kommer från häradets namn, då denna socken var dessa huvudbygd. Förleden är skär, 'stenblock troligen syftande på en samlingsplats. Efterleden kind är 'land' av typ härad.

### Fotnoter
1. 1 2  Skärkinds socken, Svensk Uppslagsbok
2. 1 2  Harlén, Hans; Harlén Eivy (2003). Sverige från A till Ö: geografisk-historisk uppslagsbok. Stockholm: Kommentus. Libris 9337075. ISBN 91-7345-139-8
3. ↑  ”Församlingar”. Statistiska centralbyrån. https://www.scb.se/hitta-statistik/regional-statistik-och-kartor/regionala-indelningar/forsamlingar/. Läst 30 december 2022.
4. ↑  Administrativ historik för Skärkind socken (Klicka på församlingsposten). Källa: Nationella arkivdatabasen, Riksarkivet.
5. 1 2  Sjögren, Otto (1931). Sverige geografisk beskrivning del 2 Östergötlands, Jönköpings, Kronobergs, Kalmar och Gotlands län. Stockholm: Wahlström & Widstrand. Libris 9939
6. 1 2  Nationalencyklopedin
7. ↑  Fornlämningar, Statens historiska museum: Skärkinds socken
8. ↑  Fornminnesregistret, Riksantikvarieämbetet: Skärkinds socken Fornminnen i socknen erhålls på kartan genom att skriva in sockennamn (utan "socken") i "Ange geografiskt område"
9. ↑  Mats Wahlberg, red (2003). Svenskt ortnamnslexikon. Uppsala: Institutet för språk och folkminnen. Libris 8998039. ISBN 91-7229-020-X. https://isof.diva-portal.org/smash/get/diva2:1175717/FULLTEXT02.pdf